# 14846 Lampedusa
14846 Lampedusa este un asteroid din centura principală de asteroizi.

## Descriere
14846 Lampedusa este un asteroid din centura principală de asteroizi. A fost descoperit pe 29 ianuarie 1989 la Observatorul San Vittore din Bologna. Asteroidul prezintă o orbită caracterizată de o semiaxă mare de 2,36 ua, o excentricitate de 0,17 și o înclinație de 10,0° în raport cu ecliptica.